# Goniothalamus donnaiensis
Goniothalamus donnaiensis är en kirimojaväxtart som beskrevs av Achille Eugène Finet och François Gagnepain. Goniothalamus donnaiensis ingår i släktet Goniothalamus och familjen kirimojaväxter. Inga underarter finns listade i Catalogue of Life.